# Jean-Louis Rosoor
Pour les articles homonymes, voir Louis Rosoor et Rosoor.
Jean Louis Joseph Rosoor, dit Louis Rosoor, est un organiste né le 13 août 1816 à Ypres (Belgique) et mort le 2 juillet 1870 à Tourcoing.

## Biographie
Il est, dans sa ville natale, organiste de l'église Saint-Nicolas dès 1832. Il est appelé en mai 1835 à la maîtrise de la chapelle Saint-Michel de Roulers (Belgique), puis, en 1839, à celle de Saint-Christophe de Tourcoing. Il est également compositeur.
En 1852, fusionnant plusieurs formations, il fonde à Tourcoing les Crick-Sicks, un orphéon qu'il dirige jusqu'en 1870 (un de ses fils, Louis Rosoor, lui succèdera ultérieurement), lui faisant gagner des compétitions internationales en France et en Belgique.
Il dirige également l’Harmonie municipale de 1855 à 1865.

## Œuvres
- O Sacrum - Motet au Saint-Sacrement pour soprano, contralto, ténor et basse avec accompagnement d'orgue, Lille : Sannier, 1853

- Berthe ; paroles de Ferdinand Cornée, musique de Jean-Louis Rosoor, Lille : Sannier, 1856

- Cantate composée à l'occasion de la pose de la première pierre (18 août 1863) du monument commémoratif de la Bataille de Tourcoing (1794) ; paroles de M. Élie Brun, Tourcoing : J. Mathon, 1863 - seul le texte est conservé à la Bibliothèque nationale de France

- A la musique municipale de Tourcoing : cantate chantée le jour de sa rentrée du concours international de Paris par Mr. F. Druart / paroles de ***, musique de Jean-Louis Rosoor, Tourcoing : Mathon, 1867 - seul le texte est conservé à la Bibliothèque nationale de France

- Les mariniers : chœur ; Gand : Imprimerie Gevaert, 1868 (Centre d'Histoire Locale de Tourcoing)

- Ouvrez les Cieux - Chant de Marie-Antoinette, Tourcoing : J. Mathon, 1869

- Vivat : courte valse pour chœur d'homme à quatre voix (Centre d'Histoire Locale de Tourcoing)